# Mateja Kežman
Mateja Kežman (srbsko Матеја Кежман), srbski nogometaš, * 12. april 1979, Zemun, SFR Jugoslavija.
Mateja Kežman je bivši nogometaš, ki je igral na položaju napadalca. Je nekdanji član srbske državne reprezentance.

## Nogometna pot
Kariero je začel v FK Zemun, nato nadaljeval v Radničkem iz Pirota, FK Loznica in Sartidu iz Smedereva. Ko je bil star 19 let je podpisal za FK Partizan iz Beograda. V sezoni 1998 - 1999 je na 38. tekmah dosegel 28 golov in postal najboljši strelec lige. Prvič je za reprezentanco Jugoslavije nastopil na prijateljski tekmi proti Kitajski maja leta 2000, na kateri je dosegel gol. Do sedaj je za reprezentanco dosegel 17 golov, udeležil pa se je Evropskega prvenstva 2000 v Belgiji in na Nizozemskem in Svetovnega prvenstva v Nemčiji 2006. Bil je eden izmed najbolj zasluženih za udeležbo Srbije in Črne gore na svetovnem prvenstvu, saj je v kvalifikacijah dosegel 5 golov(najbolj pomembni proti reprezentancam Španije in Bosne in Hercegovine).

## PSV Eindhoven
Pri 21. letih je podpisal za PSV iz Eindhovna in istega leta postal najboljši strelec nizozemskega prvenstva s 24. goli na 34. tekmah. V PSV-ju je dobil vzdevek Batman po pesmi, ki se je predvajala vsakič ko je dosegel gol. Za PSV je v treh letih na 122 tekmah dosegel 105 zadetkov(v prvenstvu 81). 

## Chelsea F.C.
13. julija 2004 je Kežman iz PSV-ja prestopil v Chelsea f.C. za 5 milijonov funtov. V Londona je dobil prvenstvo in pokal, ampak razočaranje je bilo v Ligi Prvakov, saj so izpadli v polfinalu proti Liverpool-u. Kasneje se je videlo da Liverpool sploh ni dosegel gola vendar ga je sodnik priznal. 
Naslednjo sezono je zaigral skupaj s Fernandom Torresom v Atleticu iz Madrida. Ko je igral za Fenerbahce, je užival status zvezde in z njim je osvojil turško prvenstvo.